# Onsen tamago
Onsen tamago (温泉卵 hay 温泉玉子) (温泉卵 hay 温泉玉子) là một món trứng ăn nguội truyền thống của Nhật Bản. Ban đầu, trứng được luộc chậm  trong nước của suối nước nóng onsen tại Nhật. Quả trứng có cấu trúc đặc biệt với lòng trắng có vị như bánh custard mềm và béo vị sữa còn lòng đỏ đông cứng nhưng màu và vị như lòng đỏ sống. Hương vị đặc trưng này là kết quả của việc dựa vào nhiệt độ đông đặc khác nhau của lòng trắng và lòng đỏ trứng khi luộc. Món trứng luộc nguyên vỏ và dọn ra trong một chén nhỏ với xốt từ nước luộc và nước tương.

## Chuẩn bị
Cách nấu onsen tamago truyền thống là đặt trứng vào lứơi có buộc dây và bỏ vào một suối nước nóng,  với nhiệt độ nước khoảng 70 °C (158 °F) trong 30 tới 40 phút. Đập trứng và cho vào bonito dashi đã được nêm gia vị để ăn sáng, hoặc sốt nhạt làm từ mirin, dashi và nước tương và rắc chút hành lá nhuyễn.

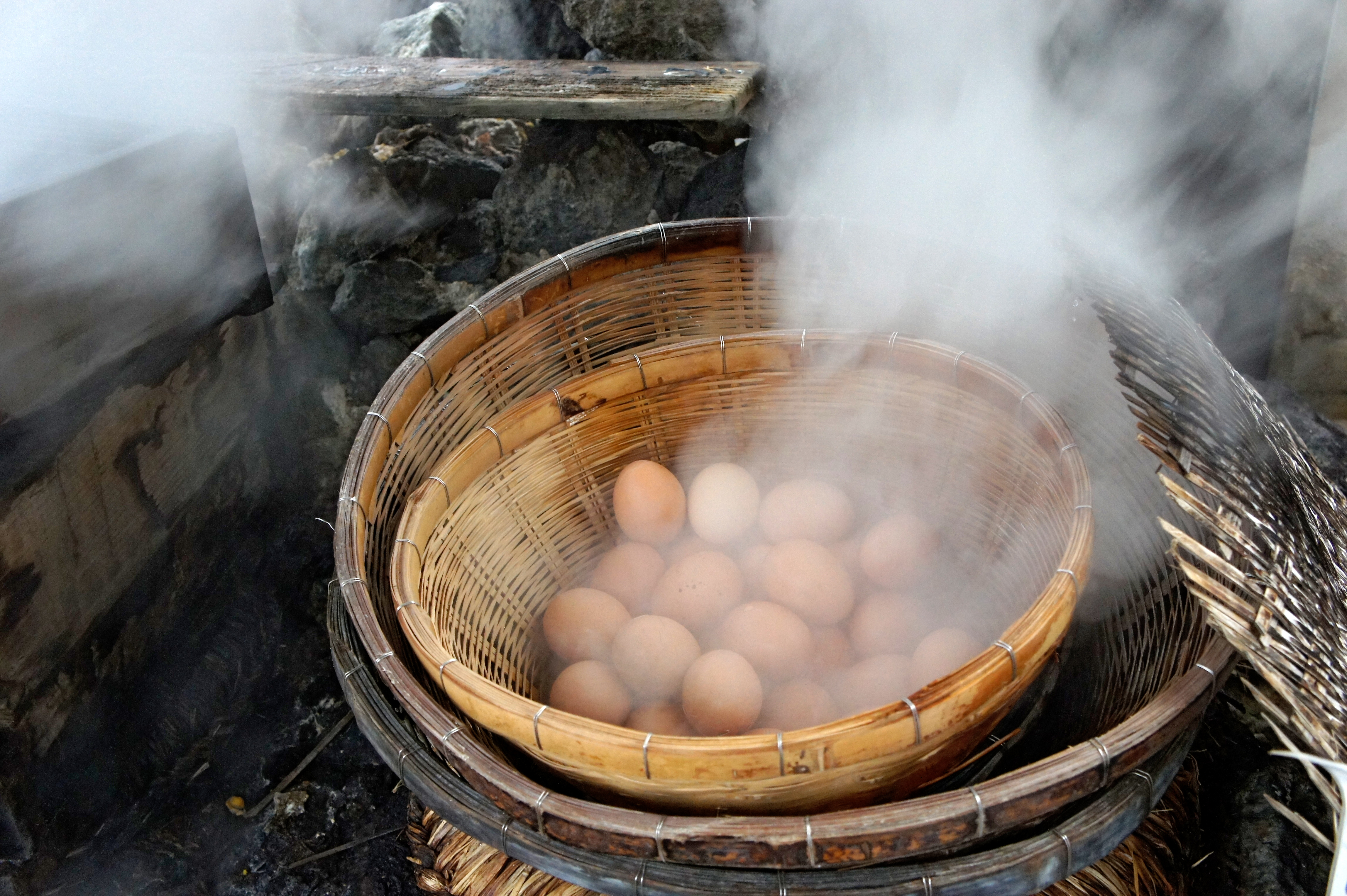
Trứng Onsen tamago cũng có thể thực hiện bằng cách hấp với hơi nước từ suối nước nóng.
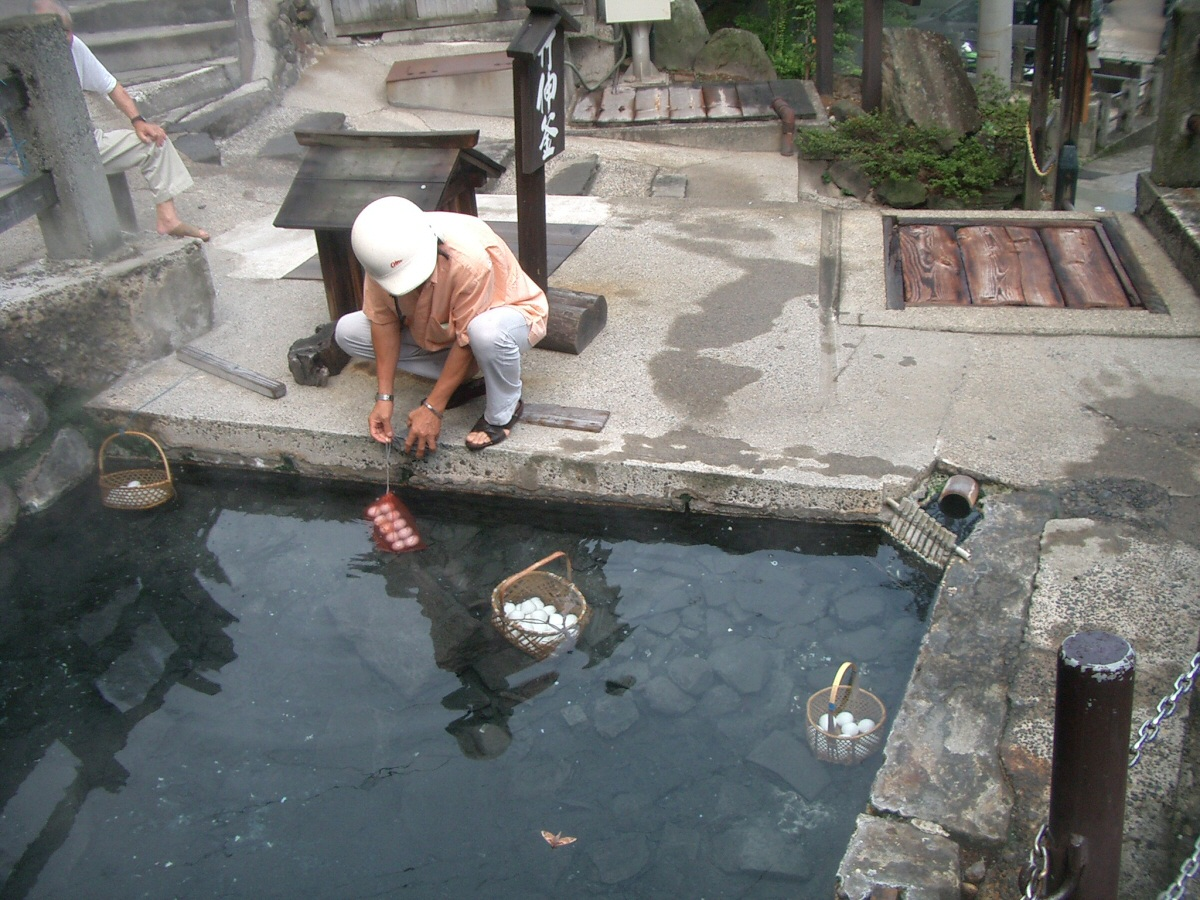
Trứng Onsen tamago nấu trong suối nước nóng